# Lucio Camarra
Lucio Camarra (Chieti, 1596 – Roma, 1656) è stato uno storico e giureconsulto italiano, anche detto Lucio Camarra il giovane per distinguerlo dal Lucio Camarra il vecchio, del quale era nipote.
(Francesco Antonio Soria)

## Biografia
Ottenuto il titolo di dottore in giurisprudenza, fu al servizio della famiglia Colonna, nei cui feudi abruzzesi fu funzionario ducale.
Giureconsulto, fu anche un erudito conoscitore di latino e greco, lessicografo e storico della sua città natale, della quale indagò il passato archeologico.
Scrisse, sulle origini della città e sulla storia della Federazione dei Marruccini, un'opera in tre volumi intitolata De Teate Antiquo Marrucinorum in Italia Metropoli, pubblicata a Roma nel 1651, alla quale progettava di far seguire un Teate Sacrum di cui non è rimasto che l'indice, e un Teate Hodiernum. Scrisse anche opere di natura giuridica.
Con il De Teate Antiquo, che gli valse dal Romanelli il primo posto "fra gli storici patrj", approfondì la questione dei confini storici fra i Marruccini ed i Frentani, sostenendo che i Marruccini non fossero mai giunti sino al Mare Superiore (Mare Adriatico), e che il Teatino non fosse perciò territorio marittimo (non affacciandosi a rive), bensì mediterraneo; il confine doveva situarsi lungo il corso del fiume Aterno. Per redigere l'opera si valse in parte degli studi del canonico Baroncini, compendiati nel De metropoli Teate, nonché di numerosi altri documenti fra i quali si nota un codice longobardo della chiesa di San Leucio di Atessa, spunto di osservazioni critiche sul Baroncini stesso.
Camarra fu tra i primi ad indagare negli scritti di Strabone l'antico toponimo di Tegeate con cui quello scrittore apparentemente identificava la città di Chieti, giungendo poi, dopo consulto con Luca Olstenio, a convenire che doveva trattarsi di un errore di trascrizione ad opera degli amanuensi e che la vera radice fosse Teate. Peraltro lo studio parve suffragare l'ipotesi di una discendenza da popoli arcadi del Peloponneso, che vi si sarebbero insediati edificando la città col nome di Teate. Camarra infatti individuò in 560 anni ed otto mesi ("quindici età") prima della guerra di Troia il momento della fondazione. Non mancò perciò il Romanelli di rilevare che, appurato che vi era stato errore del copista, fa meraviglia come da un tale errore il Camarra fosse in grado di elaborare calcoli "così certi, e definiti".
Si occupò anche di altri toponimi, ad esempio quello di Ortona che contribuì a far derivare da "Ortium", sempre da Strabone detta petra piratarum (riconoscendo quei pirati nei Liburni, presunti fondatori). E certamente anche dell'etimologia del nome dei Marruccini, che con altri studiosi ritenne derivare dal nome di Marruvio, città antica della Marsica, a sua volta giunto o dall'ebraica giunzione di mara e cin, nel senso di amara habitatio, oppure dal latino mare e coenum, nel significato, per come riassunto dal Romanelli, di luoghi fangosi inondati dal mare; la teoria fu confutata dal Romanelli, che vi vide, come per tutte le etimologie della zona, una radice osca. Dalla lettura di Tito Livio, incontrato per questo studio, Camarra sviluppò osservazioni circa la pace del 449 a.U.c. fra Roma e le popolazioni insorte, giudicandola equa per tutte le parti.
Dall'analisi monumentale, che lo pose in contatto con Francesco Brunetti, Camarra trasse altri spunti per la ricostruzione della storia dei luoghi, e diverse conclusioni trasse dall'interpretazione delle iscrizioni. Ad esempio, riguardo alla condizione civica romana a seguito della detta pace, per i Marruccini ritenne che, già ascritti con i Frentani alla tribù Arniense, fosse loro stato riconosciuto l'onore del municipio; tuttavia la teoria è in contrasto con quanto altri scrittori hanno dedotto da un passo di Frontino relativo ad assegnazioni di ager publicus, al tempo di Augusto ed in ossequio alla relativa lex Augustea, passo per il quale dovrebbe invece supporsi che si trattasse di una colonia e non di un municipio. L'interpretazione data dal Camarra, quella di un ininterrotto status di municipio, corroborata dalla scoperta di ruoli di magistratura operativi nel territorio, richiamò l'obiezione di numerosi scrittori, ad esempio Padre Allegranza, già rassicurati dal titolo dell'opera di Frontino stesso, De coloniis; la presenza di magistrati nel governo dei territori infatti non era da sé bastante al riconoscimento della condizione municipale, poiché anche nelle colonie si avevano quegli stessi magistrati edili, come seviri augustali, come decurioni e patroni, nel governo delle città. Sottilmente, il Romanelli chiosò che l'Amor della patria trasportò non pochi scrittori ad alterare i testi, e le idee degli antichi; e non fu il solo. Di questa teoria e soprattutto della sua confutazione, fece peraltro le spese anche l'ignaro Panvinio, rimbrottato en passant dal Nicolino (altro importante storico teatino) per non aver inserito anche questa fra le colonie d'Italia. Altre teorie del Camarra, come ad esempio quella che faceva discendere il nome dei Vestini da Titea, quindi ancora da Teate, furono liquidate brevemente dal Romanelli come putide favole.
Restano numerose le iscrizioni, le pietrre miliari, le rovine ispezionate nei territori studiati e precisamente riferite dal Camarra.